# Hibernofobia

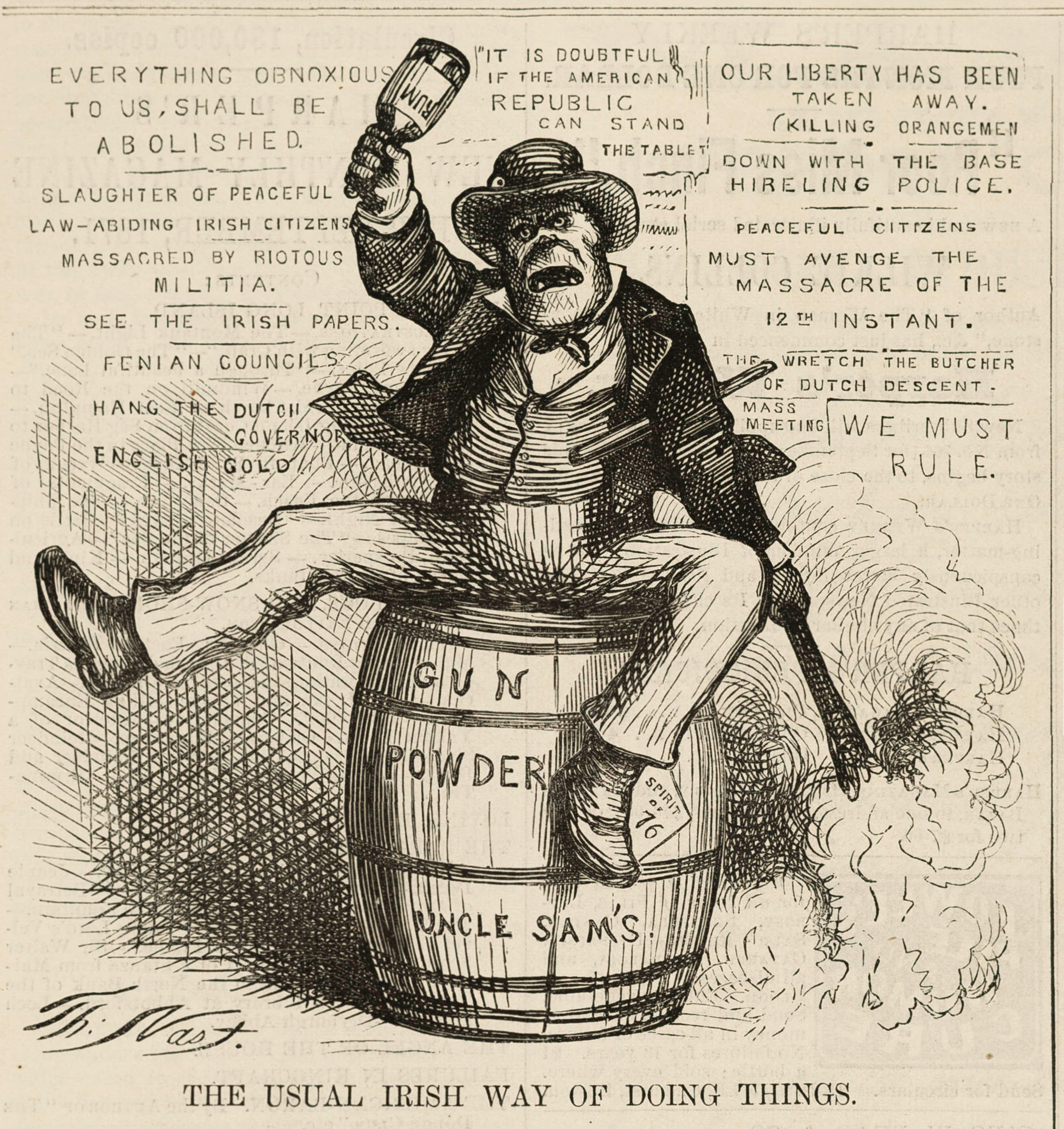
Caricatura política estadounidense de Thomas Nast titulada "La manera irlandesa habitual de hacer las cosas", que muestra a un irlandés borracho sentado sobre un barril de pólvora mientras enciende un polvorín y balancea una botella en el aire. Publicado el 2 de septiembre de 1871 en Harper's Weekly.

La hibernofobia es la intolerancia contra el pueblo o los individuos irlandeses. Puede incluir odio, opresión, persecución, así como simple discriminación. La hibernofobia suele dirigirse contra la isla de Irlanda, la República de Irlanda o Irlanda del Norte, en concreto contra los inmigrantes irlandeses, o sus descendientes, en todo el mundo, conocidos como la diáspora irlandesa.
Ocurrió en la Edad Media, la Edad Moderna y la Ilustración. También son notables los casos registrados durante la inmigración irlandesa a Gran Bretaña, Norteamérica, Australia, Nueva Zelanda y Sudáfrica. La hibernofobia puede incluir conflictos internos relacionados con la discriminación social, racial y cultural dentro de la propia Irlanda. Elsectarismo y los conflictos culturales, religiosos o políticos se conocen como the Troubles («los disturbios») en Irlanda del Norte.

Instantly the English labourers received notice that they must work at the same price as the Irish... They armed themselves with what they called BATS; they went to the several barns, where the poor Irish fellows were snoozled in among the litter and rubbish, roused them up, and told them, that they must march out of the island.

La hostilidad hacia los irlandeses aumentó a lo largo de los siglos, ya que permanecieron firmemente católicos romanos a pesar del hecho de que Eduardo VI y los gobernantes posteriores hubieran utilizado la coerción para convertirlos al protestantismo. La mayoría religiosa de la nación irlandesa estaba gobernada por una minoría religiosa, lo que dio lugar a un conflicto social permanente. Durante la gran hambruna de mediados del siglo XIX, algunos protestantes evangélicos intentaron convertir a los católicos hambrientos a cambio de sus esfuerzos de socorro.

## Historia

### Era premoderna
Las actitudes negativas de los ingleses para con los irlandeses gaélicos y su cultura se remontan al reinado de Enrique II de Inglaterra. En 1155, el papa inglés Adriano IV emitió la bula papal llamada Laudabiliter, que concedió a Enrique permiso para conquistar Irlanda como medio para fortalecer el control del papado sobre la Iglesia irlandesa, aunque la existencia de dicha bula es disputada por los historiadores modernos. El papa Adriano llamó a los irlandeses una nación "ruda y bárbara". La invasión normanda de Irlanda comenzó en 1169 con el respaldo del papa Alejandro III, quien era papa en el momento de la invasión y ratificó el Laudabiliter, otorgando a Enrique el dominio sobre Irlanda. Asimismo calificó a los irlandeses de "nación bárbara" con "prácticas inmundas".
Gerald de Gales acompañó al hijo del rey Enrique, Juan, en su viaje de 1185 a Irlanda. Como consecuencia, escribió Topographia Hibernica ("Topografía de Irlanda") y Expugnatio Hibernia ("Conquista de Irlanda"), ambas permanecieron en circulación durante siglos. Irlanda, en su opinión, era rica; pero los irlandeses eran atrasados y perezosos:
Utilizan sus campos mayoritariamente para pastoreo. Poco se cultiva y menos aún se siembra. El problema aquí no es la calidad del suelo sino más bien la falta de industria por parte de quienes deberían cultivarlo. Esta pereza hace que los diferentes tipos de minerales con que están llenas las vetas ocultas de la tierra no sean extraídos ni explotados de ninguna manera. No se dedican a la fabricación de lino ni de lana, ni a la práctica de ningún acto mecánico o mercantil. Dedicado únicamente al ocio y a la pereza, éste es un pueblo verdaderamente bárbaro. Dependen de los animales para su sustento y viven como animales.
Las opiniones de Gerald no eran atípicas, y se pueden encontrar opiniones similares en los escritos de Guillermo de Malmesbury y Guillermo de Newburgh. En lo que se refiere a las costumbres sexuales y matrimoniales irlandesas, Gerald es aún más mordaz: "Éste es un pueblo sucio, revolcándose en el vicio. Se entregan al incesto, por ejemplo casándose -o más bien libertinando- a las esposas de sus hermanos muertos". Incluso antes de esto, el arzobispo Anselmo de Canterbury acusó a los irlandeses de intercambiar esposas, "intercambiando sus esposas tan libremente como otros hombres intercambian sus caballos".
Estas opiniones se encontraron reflejadas siglos después en las palabras de Henry Sidney, dos veces Lord Diputado de Irlanda durante el reinado de la Reina Isabel I, y en las de Edmund Tremayne, su secretario. En opinión de Tremayne, los irlandeses "cometen prostitución, no contraen matrimonio, violan, roban y cometen toda clase de abominaciones sin ningún escrúpulo de conciencia". En Una visión del estado actual de Irlanda, que circuló en 1596 pero no se publicó hasta 1633, el funcionario inglés y renombrado poeta Edmund Spenser escribió: "Todos son papistas de profesión, pero al mismo tiempo están tan cegadora y brutalmente informados que uno más bien pensaría que son ateos o infieles". En una "Breve nota sobre Irlanda", Spenser sostuvo que "la gran fuerza debe ser el instrumento, pero el hambre debe ser el medio, porque hasta que Irlanda no muera de hambre no podrá ser sometida... No puede haber conformidad de gobierno donde no hay conformidad de religión... No puede haber un acuerdo sólido entre dos contrarios iguales, a saber: los ingleses y los irlandeses".
La hibernofobia desempeñó una función muy importante en las atrocidades perpetradas contra los irlandeses. Por ejemplo, en 1305, Piers Bermingham recibió una bonificación financiera y elogios en verso tras haber decapitado a una treintena de miembros del clan O'Conor y haberlos enviado a Dublín. En 1317, un cronista irlandés opinó que era tan fácil para un inglés matar a un irlandés o a una inglesa como matar a un perro. Se pensaba que los irlandeses eran el pueblo más bárbaro de Europa, y esas ideas se modificaron para comparar las Tierras Altas de Escocia o Gàidhealtachd, donde tradicionalmente se hablaba el gaélico escocés, con la Irlanda medieval.
Para evitar que los ingleses se integraran en la sociedad irlandesa, el Parlamento de Irlanda aprobó los Estatutos de Kilkenny en 1366. Estas leyes prohibían hablar el idioma irlandés entre los colonos ingleses y cualquier irlandés que viviera con ellos. También impidieron los matrimonios entre ingleses e irlandeses y segregaron las iglesias. Estos estaban limitados al área de La Empalizada y su aplicación es objeto de debate. El primer intento diligente de eliminar gradualmente la lengua y la cultura irlandesas en toda la isla provino de Enrique VIII en 1537. La 'Ley de Orden, Hábitos y Lengua Ingleses' exigía que las parroquias irlandesas contaran con una escuela secundaria inglesa, así como que se hiciera todo lo posible por hablar inglés y enseñar inglés a sus hijos. Estas escuelas no se implantaron plenamente hasta las Escuelas Nacionales en 1833. La ley establecía que los irlandeses poseen "una cierto modo y manera de vida salvaje y agreste" que se pretendía eliminar.

### Periodo moderno
En el período moderno temprano que siguió a la llegada del protestantismo en Gran Bretaña, los católicos irlandeses fueron sometidos a discriminación social y política debido a su firme oposición a renunciar al catolicismo. Los católicos irlandeses perdieron muchos derechos sobre la tierra, la herencia y el voto, además de muchos otros derechos en virtud de las Leyes Penales. Esta discriminación a veces se manifestó en áreas con grandes poblaciones puritanas o presbiterianas, como las zonas nororientales de Irlanda, el cinturón central de Escocia y partes de Canadá. Tanto en el Reino Unido como en Irlanda se han producido casos de nacionalismo que se han disimulado con la apariencia de conflicto religioso.
La hibernofobia se puede encontrar en las obras de varios escritores del siglo XVIII, como el filósofo francés Voltaire, que describió a los irlandeses católicos como salvajes y atrasados y defendió el dominio británico en el país.

### Siglo XIX

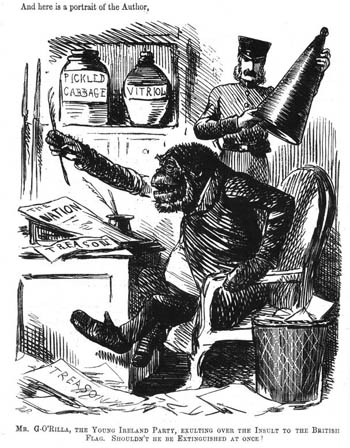
Un irlandés representado como un gorila ("Sr. G. O'Rilla")

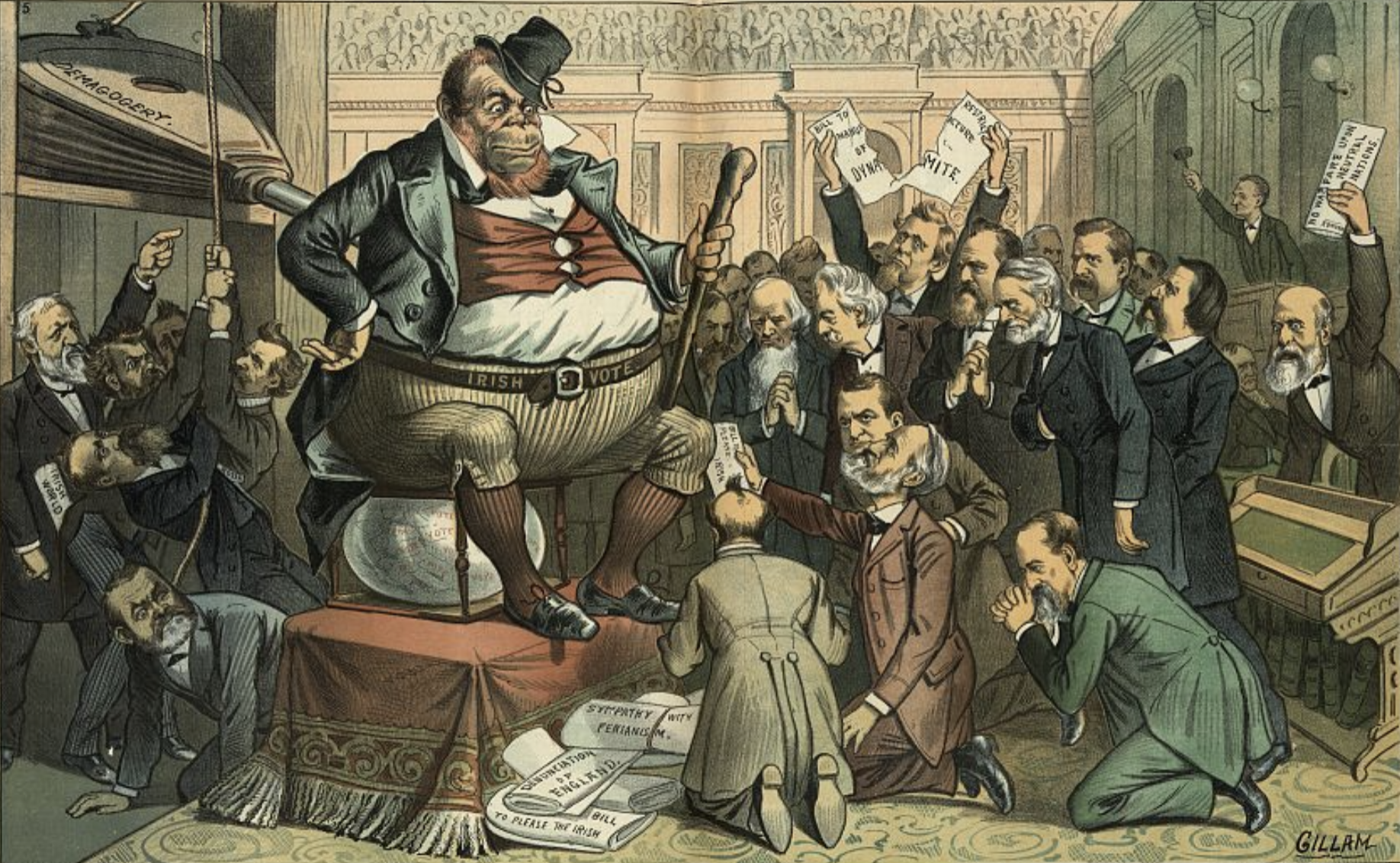
Otro irlandés retratado como un mono en el Congreso

La hibernofobia en la Gran Bretaña victoriana y en los Estados Unidos del siglo XIX se manifestó en el estereotipo de los irlandeses como individuos violentos y alcohólicos. En revistas como Punch se retrataron a los irlandeses como personas con "rasgos bestiales, simiescos o demoníacos y al irlandés (especialmente al radical político) se le atribuía invariablemente una mandíbula larga o prognática, los estigmas de los frenólogos de un orden evolutivo inferior, degeneración o criminalidad".
Tras el fin de las guerras napoleónicas, se produjo una caída de los precios agrícolas. Durante la posterior depresión, los agricultores del sur de Inglaterra no pudieron pagar a sus trabajadores agrícolas un salario sostenible. Hubo un exceso de mano de obra, que fue agravado por el regreso de los hombres de las guerras. En 1829, a este exceso de mano de obra se sumó una afluencia sin precedentes de trabajadores irlandeses inmigrantes que estaban dispuestos a trabajar por la mitad de lo que ganaban sus homólogos ingleses. En la isla de Thanet, los trabajadores agrícolas locales acorralaron a los trabajadores irlandeses. William Cobbett escribió:

Instantly the English labourers received notice that they must work at the same price as the Irish... They armed themselves with what they called BATS; they went to the several barns, where the poor Irish fellows were snoozled in among the litter and rubbish, roused them up, and told them, that they must march out of the island.

Los trabajadores irlandeses recibieron un trato especialmente duro por parte de los lugareños. Las granjas que empleaban mano de obra irlandesa fueron objeto de amenazas violentas e incendios. Hubo problemas similares en 1830. Sin embargo, los agricultores finalmente se convirtieron en el objetivo de los ataques, en lugar de los irlandeses, en los disturbios que se conocieron como los Swing Riots.
Al igual que otras poblaciones inmigrantes, a veces se los acusaba de favoritismo y se los sometía a tergiversaciones de sus creencias religiosas y culturales. Los católicos irlandeses fueron especialmente atacados por los protestantes. El anticatolicismo, ya fuera real o imaginario, favorecía el respeto católico por el martirio y se basaba en parte en el temor a una inquisición renacida cuyos métodos chocaban con la Ilustración. Los católicos irlandeses, en su mayoría, permanecieron fieles a su iglesia porque ésta fomentaba un sentido de comunidad en un duro mundo comercial.
En Liverpool, Inglaterra, donde muchos inmigrantes irlandeses se establecieron después de la gran hambruna, la hibernofobia estaba muy extendida. La gran cantidad de personas que cruzaban el mar de Irlanda y se establecían en los distritos más pobres de la ciudad dio lugar a agresiones físicas y se convirtió en una práctica común prohibir el acceso a trabajos, bares y oportunidades de empleo a quienes tenían acento irlandés o incluso nombres irlandeses.
En 1836, el joven Benjamin Disraeli escribió:

[The Irish] hate our order, our civilization, our enterprising industry, our pure religion. This wild, reckless, indolent, uncertain and superstitious race have no sympathy with the English character.  Their ideal of human felicity is an alternation of clannish broils and coarse idolatry. Their history describes an unbroken circle of bigotry and blood.

En 1882, cinco personas fueron asesinadas en Maamtrasna, en la frontera entre el condado de Mayo y el condado de Galway en Irlanda. Al cubrir el incidente, The Spectator escribió lo siguiente:

The Tragedy at Maamtrasna, investigated this week in Dublin, almost unique as it is in the annals of the United Kingdom, brings out in strong relief two facts which Englishmen are too apt to forget. One is the existence in particular districts of Ireland of a class of peasants who are scarcely civilised beings, and approach far nearer to savages than any other white men; and the other is their extraordinary and exceptional gloominess of temper. In remote places of Ireland, especially in Connaught, on a few of the islands, and in one or two mountain districts, dwell cultivators who are in knowledge, in habits, and in the discipline of life no higher than Maories or other Polynesians.
The Tragedy at Maamtrasna, The Spectator

La discriminación "nativista" protestante estadounidense del siglo XIX contra los católicos irlandeses alcanzó su punto álgido a mediados de la década de 1850, cuando el movimiento Know Nothing intentó expulsar a los católicos de los cargos públicos. Henry Winter Davis, un activista de Know Nothing, fue elegido en la nueva lista del "Partido Americano" para el Congreso por Maryland. Dijo al Congreso que los inmigrantes católicos irlandeses antiamericanos eran los culpables de la reciente elección del demócrata James Buchanan como presidente, afirmando:
Las recientes elecciones han desarrollado de forma agravada todos los males contra los cuales protestaba el partido norteamericano. Los aliados extranjeros han decidido el gobierno del país: miles de hombres se naturalizaron en vísperas de las elecciones. Una vez más, en la feroz lucha por la supremacía, los hombres han olvidado la prohibición que la República impone a la intrusión de la influencia religiosa en la arena política. Estas influencias han llevado a enormes multitudes de ciudadanos nacidos en el extranjero a las urnas, ignorantes de los intereses estadounidenses, sin sentimientos estadounidenses, influenciados por simpatías extranjeras, para votar sobre asuntos estadounidenses; y esos votos, de hecho, han logrado el resultado actual.
Gran parte de la oposición provino de los protestantes irlandeses, como en los disturbios de 1831 en Filadelfia, Pensilvania.

Los protestantes del siglo XIX manipulaban las estadísticas sobre delincuencia para afirmar que los católicos irlandeses estaban sobrerrepresentados en la delincuencia. Se difundieron teorías de que la sobrerrepresentación se debía a una falta de moralidad derivada de las creencias religiosas católicas, así como otras teorías de que los católicos eran racialmente inferiores a los anglosajones. AB Forwood (1893), del Partido Conservador de Liverpool, afirmó:
La afluencia de irlandeses a Liverpool trajo consigo pobreza, enfermedades, suciedad y miseria; embriaguez y delincuencia, además de una perturbación del mercado laboral, con un coste para los contribuyentes de una enorme suma de dinero.
Durante la década de 1830, en algunas zonas rurales de los EE. UU., estallaron disturbios por el control de los lugares de trabajo entre trabadores que provenían de diferentes partes de Irlanda, así como disturbios entre trabajadores irlandeses y estadounidenses locales que competían por empleos en el sector de la construcción.
Los católicos irlandeses fueron aislados y marginados por la sociedad protestante, pero los irlandeses obtuvieron el control de la iglesia católica de manos de los ingleses, franceses y alemanes. Los matrimonios mixtos entre católicos y protestantes estaban enormemente desaconsejados, tanto por los ministros protestantes como por los sacerdotes católicos. Los católicos, liderados por los irlandeses, construyeron una amplia red de escuelas y colegios parroquiales, así como orfanatos y hospitales, generalmente utilizando monjas como fuerza de trabajo barata. De esta manera evitaron las instituciones públicas controladas en su mayoría por protestantes.
Los irlandeses utilizaron su base en Tammany Hall (la maquinaria del Partido Demócrata en la ciudad de Nueva York) para desempeñar su función en la legislatura del estado de Nueva York. El joven Theodore Roosevelt fue el principal oponente republicano y escribió en su diario lo siguiente:
Hay unos veinticinco demócratas irlandeses en la Cámara del Congreso... Son una gente estúpida, empapada y viciosa, la mayoría de ellos igualmente deficientes en cerebro y virtud. Tres o cuatro sin embargo... Parecen ser hombres bastante buenos, y entre los mejores miembros de la casa están dos granjeros republicanos llamados O'Neil y Sheehy, nietos de inmigrantes irlandeses. Pero el irlandés católico medio de primera generación, tal como está representado en esta Asamblea, es un bruto bajo, venal, corrupto y poco inteligente.

#### "No se aceptan irlandeses"

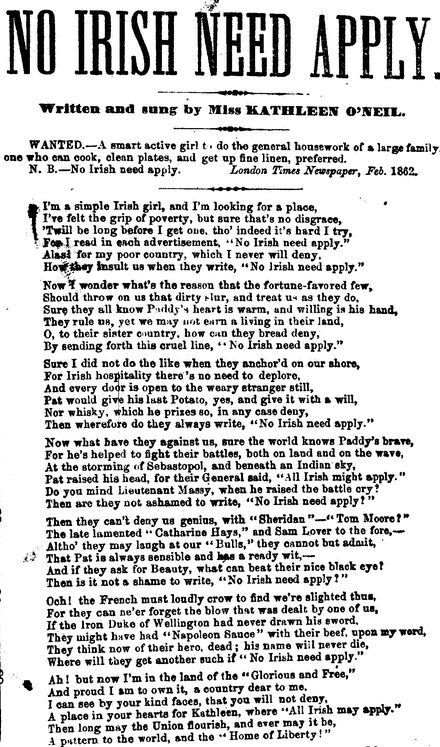
Versión londinense de la canción NINA, febrero de 1862

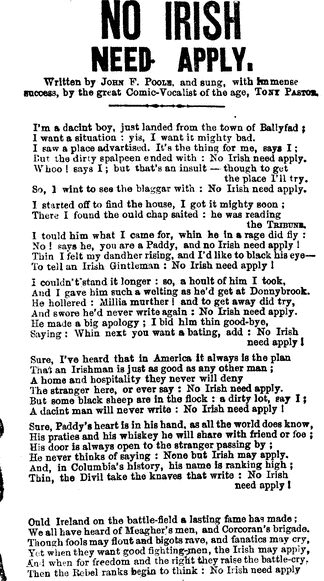
Canción de 1862 que utilizaba el lema "No se aceptan irlandeses". Fue copiada de una canción similar de Londres.

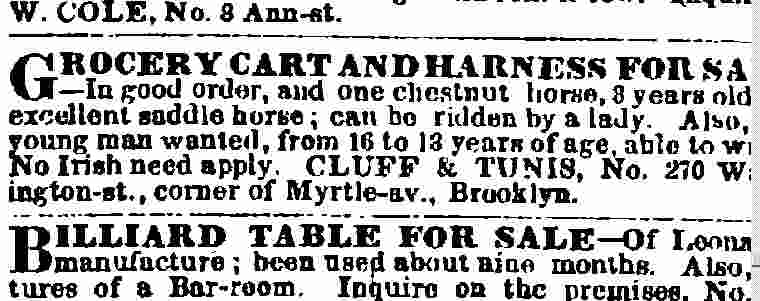
Ejemplo de un anuncio del tipo "No se aceptan irlandeses" publicado en The New York Times en 1854 para trabajadores varones.

Después de 1860, muchos irlandeses cantaron canciones sobre carteles y avisos que decían “Se busca ayuda; no se admiten irlandeses” o similares. La canción de protesta de 1862 "No Irish Need Apply", escrita e interpretada por F. R. Phillips, se inspiró en este tipo de carteles de Londres. Más tarde, los estadounidenses de origen irlandés adaptaron las letras y las canciones para reflejar la discriminación que sentían en Estados Unidos.
Los historiadores han debatido sobre la cuestión de la discriminación laboral contra los irlandeses en Estados Unidos. Algunos de ellos creen que los carteles de "No se admiten irlandeses" ("No Irish Need Apply" o "NINA") eran comunes, pero otros, como Richard J. Jensen, creen que la discriminación laboral hibernófoba no era importante en Estados Unidos, y también creen que estos carteles y anuncios impresos fueron publicados por el número limitado de inmigrantes ingleses de principios del siglo XIX en Estados Unidos que creían en los mismos prejuicios que creía la gente de su antigua patria. En julio de 2015, la misma revista que publicó el artículo de Jensen de 2002 publicó una refutación de Rebecca A. Fried, una estudiante de octavo grado de la Sidwell Friends School. Enumeró múltiples casos de la restricción utilizada en anuncios para muchos tipos diferentes de puestos, incluidos "empleados de tiendas y hoteles, camareros, trabajadores agrícolas, pintores de casas, carniceros, cocheros, contables, lustradores [trabajadores de curtiduría que ennegrecían el cuero], trabajadores de aserraderos, tapiceros, panaderos, doradores, sastres y trabajadores del papel, entre otros". Si bien el mayor número de casos de NINA ocurrió en la década de 1840, Fried identificó casos de su uso continuo durante el siglo posterior, y el más reciente data de 1909 en Butte, Montana.
Junto a los carteles de "No se admiten irlandeses", en los años posteriores a la Segunda Guerra Mundial, aparecieron en el Reino Unido carteles de "No irlandeses, no negros, no perros" o similares.

### Siglo XX

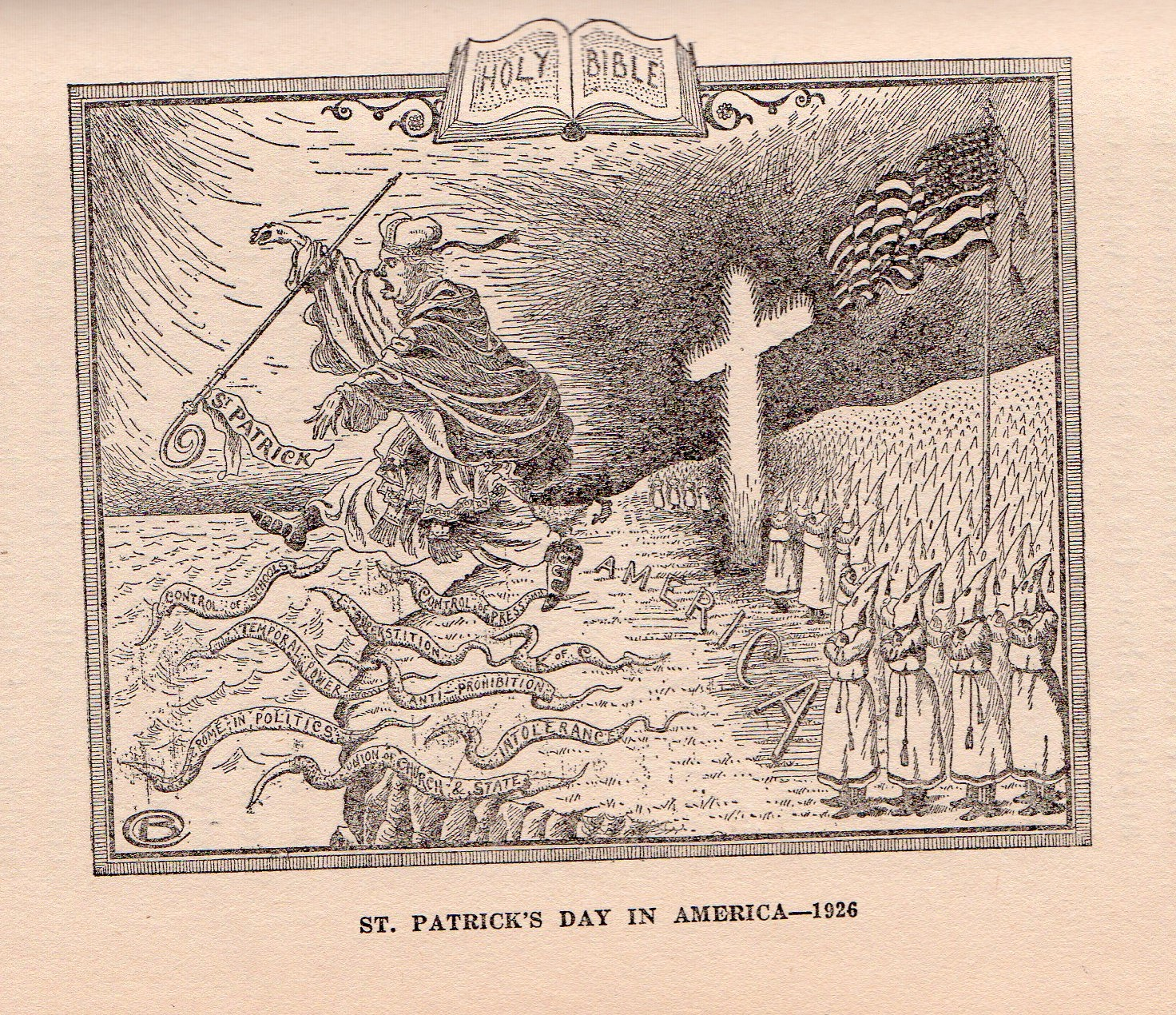
Caricatura del Ku Klux Klan (1926) que muestra a San Patricio siendo expulsado de Estados Unidos, junto con serpientes marcadas con "Roma en la política", " Caballeros de Colón ", " superstición" y otros males asociados con los estadounidenses de origen irlandés.

En julio de 1905, el parlamento británico intentó introducir el proyecto de ley sobre embriaguez, que tenía como objetivo proporcionar protección financiera a los cónyuges de "borrachos habituales" y establecer sanciones para aquellos adultos que fueran descubiertos borrachos mientras cuidaran a niños. El diputado nacionalista irlandés por South Louth, Joseph Nolan, dijo que "el título mismo de 'Proyecto de ley sobre embriaguez' era ofensivo" y que "le molestaba que se propusiera cualquier medida especial de este tipo para abordar la embriaguez en Irlanda que no fuera aplicable también a Gran Bretaña".
Según un informe de 2004 publicado por el Departamento de Asuntos Exteriores irlandés, los soldados irlandeses que sirvieron en la Fuerza Expedicionaria Británica (BEF) durante la Primera Guerra Mundial fueron tratados con mayor dureza en la corte marcial porque "los tribunales militares británicos eran hibernófobos".
El escritor estadounidense H. P. Lovecraft tenía opiniones muy hibernófobas. En 1921, en relación con la posibilidad de un estado irlandés independiente, manifestó lo siguiente: "Si los irlandeses tuvieran el 'derecho' a la independencia, lo poseerán. Si alguna vez lo obtienen, lo poseerán, hasta que lo pierdan de nuevo. Inglaterra tiene el derecho a gobernar porque lo tiene... No es casualidad, sino la superioridad racial, lo que ha hecho que los británicos sean supremos. ¿Por qué los irlandeses no han conquistado y colonizado la tierra si son tan dignos de respeto? Son unos canallas sin cerebro".
En 1923, la Asamblea General de la Iglesia de Escocia aprobó un informe titulado La amenaza de la raza irlandesa a nuestra nacionalidad escocesa, que solicitaba "medios para preservar Escocia y la raza escocesa y para asegurar en las generaciones futuras las tradiciones, ideales y fe de un gran pueblo, intactos e inviolados".
En 1934, el escritor británico J. B. Priestley publicó el libro de viajes English Journey, en el que manifestó lo siguiente: "Se han pronunciado muchos discursos y se han escrito muchos libros sobre lo que Inglaterra le ha hecho a Irlanda... Me interesaría escuchar un discurso y leer un libro o dos sobre lo que Irlanda le ha hecho a Inglaterra... si tenemos una República Irlandesa como vecina, y es posible devolver a sus ciudadanos exiliados, qué gran limpieza habrá en todos los puertos occidentales, desde Clyde hasta Cardiff, qué hermosa salida de la ignorancia y la suciedad y la borrachera y la enfermedad".
En 1937, diez jóvenes y niños, de edades comprendidas entre 13 y 23 años, murieron quemados en un incendio en una granja en Kirkintilloch, Escocia. Todos los fallecidos eran trabajadores temporeros procedentes de Achill Sound en el condado de Mayo, Irlanda. The Vanguard, el periódico oficial de la Liga Protestante Escocesa, se refirió al acontecimiento con el siguiente texto:
El escándalo de Kirkintilloch no es que algunos irlandeses hayan perdido la vida en un incendio; es que papistas irlandeses criados en la deslealtad y la superstición están realizando trabajos que deberían pertenecer por derecho a los protestantes escoceses.
La sensación de Kirkintilloch vuelve a recordar al pueblo de Escocia que la escoria irlandesa de Roma todavía invade nuestra tierra.

### Siglo XXI
En 2002, la periodista inglesa Julie Burchill evitó por poco su procesamiento por incitación al odio racial, después de haber publicado una columna en The Guardian en la que describía a Irlanda como sinónimo de "abuso infantil, simpatía hacia los nazis y opresión de las mujeres". Había expresado sentimientos hibernófobos en varias ocasiones a lo largo de su carrera periodística, anunciando en la revista londinense Time Out: "Odio a los irlandeses, creo que son atroces".
En marzo de 2012, un anuncio clasificado en Perth, Australia, colocado por un albañil decía que "ningún irlandés" debería postularse para el trabajo.
En julio de 2012, The Irish Times publicó un informe sobre los prejuicios hibernófobos en Gran Bretaña. Afirmó que los grupos nacionalistas británicos de extrema derecha seguían utilizando las marchas "anti-IRA" como "una excusa para atacar e intimidar a los inmigrantes irlandeses". Poco antes de los Juegos Olímpicos de Verano de 2012, al atleta británico Daley Thompson le mostraron una imagen de un corredor con un tatuaje mal escrito y sugirió que la persona responsable del error ortográfico "debía haber sido irlandesa". La BBC emitió una disculpa.
El 8 de agosto de 2012, apareció un artículo en los periódicos australianos titulado "Punch Drunk: Ireland intoxicated as Taylor swings toward boxing gold" (Irlanda intoxicada mientras Taylor avanza hacia el oro en el boxeo). El artículo afirmaba que Katie Taylor no era "lo que uno esperaría de una luchadora irlandesa, ni estaba rodeada de personas que preferirían un puñetazo a una patata". El periodista que lo escribió se disculpó por "desencadenar estereotipos raciales". Al día siguiente, el comentarista australiano Russell Barwick afirmó que los atletas de Irlanda deberían competir para el equipo olímpico británico, comparándolo con un surfista de Hawaii que "no surfea para los Estados Unidos". Cuando su compañero presentador Mark Chapman explicó que la República de Irlanda era un estado independiente, Barwick comentó: "No es más que una broma irlandesa".
Desde al menos 2012, Greg Hodge, director general del sitio web de citas BeautifulPeople.com, ha expresado sentimientos hibernófobos en numerosas ocasiones. En 2020, dijo: "Hay muchos ejemplos de hombres irlandeses muy guapos en Hollywood. Sin embargo, esta es la excepción y no la norma. Los hombres irlandeses son indiscutiblemente los más feos del mundo. Realmente están en una liga propia". Sus comentarios son a menudo objeto de burla.
El 25 de junio de 2013, una bandera irlandesa fue quemada en la sede de la Orden de Orange en la zona de Everton de Liverpool. Esto fue visto por los miembros de la comunidad irlandesa de Liverpool, la mayor del Reino Unido, como un delito de odio.
En diciembre de 2014, la cadena británica Channel 4 provocó "indignación" y "furia" en Irlanda y el Reino Unido cuando planeó una serie de comedia sobre la hambruna irlandesa. La comedia, titulada Hungry, fue anunciada por el guionista Hugh Travers, quien manifestó: "Estamos pensando en ella como Shameless en la Irlanda de la hambruna". La respuesta en Irlanda fue rápida y negativa: "Los judíos nunca apoyarían que se hiciera una comedia sobre el exterminio masivo de sus antepasados a manos de los nazis, los camboyanos nunca apoyarían que la gente se riera de lo que le pasó a su gente a manos de los Jemeres Rojos y la gente de Somalia, Etiopía o Sudán nunca aceptaría que la difícil situación de su gente, a través de una hambruna generacional, fuera la fuente de humor en Gran Bretaña", dijo el concejal de Dublín David McGuinness. "No me sorprende que sea una cadena de televisión británica la que financie esta iniciativa". El escritor defendió el concepto diciendo: "La comedia es igual a tragedia más tiempo". El canal de televisión Channel 4 emitió un comunicado de prensa en el que afirmaba que "Esto está en proceso de desarrollo y actualmente no está previsto que se emita... No es raro que las comedias se produzcan en contextos llenos de adversidades y dificultades". Los manifestantes de la comunidad irlandesa planeaban realizar un piquete frente a las oficinas del Canal 4 y los activistas calificaron el programa propuesto de "racismo hibernófobo institucionalizado".
En enero de 2019, la rapera estadounidense Azealia Banks hizo varios comentarios despectivos en Instagram sobre los irlandeses después de haber discutido con un asistente de vuelo en un vuelo de Aer Lingus a Dublín. En concreto, llamó a los irlandeses "una panda de leprechauns orgullosos y endogámicos" y "bárbaros". Al día siguiente, dijo que dedicaría su espectáculo de Dublín a las "bellas mujeres irlandesas". Sin embargo, tras el programa, Banks volvió a atacar a los irlandeses y se burló de la hambruna irlandesa.
En marzo de 2019, Sara Haines, presentadora del programa de televisión “Strahan & Sara Show”, de ABC TV, describió el día de San Patricio como “una festividad irlandesa que celebra el consumo de alcohol y la micción en público”.
En julio de 2019, la rama laborista del distrito electoral de East Ham fue criticada por haber elegido a una mujer irlandesa blanca como representante femenina de su foro de minorías étnicas negras, asiáticas y minoritarias (BAME). La mujer en cuestión se identificó como perteneciente a una minoría étnica y dentro del sector no hubo objeciones contra su elección. El secretario de la sección, Syed Taqi Shah, comentó que "si alguien se autodeclara [como BAME], y el Partido Laborista le permite hacerlo, debe ser respetado".
En marzo de 2021, la Comisión de Igualdad y Derechos Humanos dijo que había investigado al operador de parques vacacionales británico Pontins después de que un denunciante hubiera revelado que Pontins mantenía una lista negra de apellidos irlandeses comunes para evitar que los viajeros irlandeses accedieran a sus parques.
El 28 de noviembre de 2023, los seguidores de la Lazio desplegaron pancartas hibernófobas antes y durante un partido de la Liga de Campeones contra el Celtic FC que decían: "Se acabó la hambruna, id a casa, malditos comedores de patatas" y "¿Se han duchado hoy los bastardos fenianos?".

### Irlanda del Norte
Desde la formación de Irlanda del Norte en 1921, ha habido tensiones entre los protestantes, que tienden a referirse a sí mismos como británicos, y los católicos, que tienden a referirse a sí mismos como irlandeses.
En 1988, John Taylor, diputado unionista del Ulster por Strangford, respondió a una carta de Gearoid Ó Muilleoir, vicepresidente del sindicato de estudiantes de la Universidad de la Reina de Belfast, relacionada con las becas para estudiantes en Irlanda del Norte. La carta de Taylor decía: "Dado que su apellido es claramente impronunciable, he llegado a la conclusión, correcta o incorrectamente, de que usted es irlandés y no británico. Por lo tanto, le sugiero que usted y aquellos a quienes representa soliciten las subvenciones necesarias al Gobierno de Dublín".
Más tarde, Taylor repudió ser irlandés en un debate en Dublín: "Nosotros en Irlanda del Norte no somos irlandeses. No bailamos en los cruces de caminos, no hablamos gaélico, no jugamos en la GAA, etc. Es un insulto que los dublineses se refieran a nosotros como irlandeses".
En 1999, Austin Currie, un ex miembro del SDLP de Dungannon, Co Tyrone, habló en el Parlamento irlandés sobre el efecto de la partición en los católicos de Irlanda del Norte: "La partición se utilizó para intentar separarnos del resto de la nación irlandesa. Los unionistas hicieron lo posible por acabar con nuestro nacionalismo y el sistema educativo, en la medida en que pudo organizarlo, estaba orientado a Gran Bretaña y ni siquiera se nos permitía utilizar nombres como Séamus o Seán. Cuando los padrinos de mis hermanos fueron a registrar su nacimiento, les dijeron que no existían nombres como Séamus o Seán en Irlanda del Norte y les pidieron el equivalente en inglés".
Desde que comenzaron los disturbios (the Troubles) a finales de la década de 1960, los leales han expresado constantemente un sentimiento hibernófobo. En las hogueras anuales de la Undécima Noche se han quemado banderas tricolores irlandesas. En agosto de 1993, el Comando Mano Roja anunció que atacaría pubs y hoteles donde se tocara música folclórica irlandesa, aunque retiró la amenaza poco después. En 2000, los unionistas mostraron carteles y pancartas de: "El conflicto del Ulster es sobre nacionalidad. ¡IRLANDESES FUERA!".
Los atentados del IRA Provisional en Inglaterra provocaron miedo y sentimiento hibernófobo. Tras los atentados en los pubs de Birmingham de 1974, por ejemplo, hubo informes de ataques aislados contra irlandeses y empresas de propiedad irlandesa en la prensa australiana. En la década de 1990, los escritores del periódico Daily Mail "pidieron que se prohibiera a los irlandeses asistir a eventos deportivos en el Reino Unido y que se les multara por perturbar el transporte público a causa del IRA", una de las numerosas opiniones expresadas a lo largo de muchos años que ha llevado al Daily Mail a ser acusado por algunos en Irlanda de publicar "uno de los periodismos más virulentamente hibernófobos en Gran Bretaña en décadas".

## Discriminación contra los nómadas irlandeses
Los nómadas irlandeses son un grupo minoritario étnico y cultural que ha vivido en Irlanda durante siglos y sufre una discriminación manifiesta en toda Irlanda y el Reino Unido. En su naturaleza, dicha discriminación es similar al antigitanismo (prejuicio contra los romaníes)  en el Reino Unido y Europa, así como a la forma de racismo de la que fue víctima la diáspora irlandesa durante el siglo XIX. En el Reino Unido e Irlanda, se han lanzado campañas mediáticas de ataque contra los nómadas irlandeses en periódicos nacionales y locales, así como en la radio. Los nómadas irlandeses que trabajan para los medios de comunicación irlandeses han declarado que en Irlanda viven bajo un régimen deapartheid. En el año 2013, en el periódico The Irish Times, la periodista irlandesa Jennifer O'Connell escribió que "nuestro racismo casual contra los nómadas es una de las últimas grandes vergüenzas de Irlanda". Si bien existe una voluntad de reconocer que existe un prejuicio generalizado hacia los nómadas en la sociedad irlandesa y un reconocimiento de la discriminación contra ellos, todavía existe una gran resistencia entre el público irlandés a calificar de racista el trato que reciben los nómadas.
Algunos ejemplos de ello son la destrucción de viviendas que el Estado había asignado a los nómadas durante algunas disputas entre ellos. En 2013, una casa de una familia de nómadas en Ballyshannon, Donegal, fue destruida por un incendio días antes de que los miembros de esta se mudaran allí. El concejal local Pearse Doherty dijo que la casa fue atacada específicamente porque iba a albergar a una familia gitana y fue destruida debido al "odio a los nómadas". Otro concejal local, Sean McEniff de Bundoran, causó controversia y una queja en virtud de la "Ley de incitación al odio" cuando declaró que los nómadas "deberían vivir aislados de la comunidad" y "no me gustaría que esta gente viviera a mi lado".
En Inglaterra, la serie de televisión británica Big Fat Gypsy Weddings ha sido acusada de fomentar el acoso escolar y también de incitar al odio racial contra los nómadas irlandeses. La serie ha sido objeto de numerosas controversias, incluidas acusaciones de que su publicidad es racista y de que ha provocado un aumento en los casos de acoso por motivos raciales.